# Беспалово (Кытмановский район)
Беспалово — село в Кытмановском районе Алтайского края. Входит в состав Тягунского сельсовета.

## География
Расположено в центральной части района, на правом берегу реки Чумыш. Абсолютная высота — 175 метров над уровнем моря.

## История
Основано в 1727 году. В 1926 году в деревне Беспаловой имелось 123 хозяйства и проживало 707 человек (335 мужчин и 372 женщины). В национальном составе населения того периода преобладали русские. Действовала школа I ступени. В административном отношении являлось центром Беспаловского сельсовета Верх-Чумышского района Барнаульского округа Сибирского края.

## Население
| 1926 | 1997 | 1998 | 1999 | 2000 | 2001 | 2002 | 2003 | 2004 | 2005 |
| ---- | ---- | ---- | ---- | ---- | ---- | ---- | ---- | ---- | ---- |
| 707  | ↘188 | ↗257 | ↗293 | ↘184 | ↗198 | ↘183 | ↗187 | ↘174 | ↘169 |
| 2006 | 2007 | 2008 | 2009 | 2010 | 2011 | 2012 | 2013 |      |      |
| ↗178 | ↘167 | ↘145 | ↘143 | ↘141 | ↗142 | ↗148 | ↘140 |      |      |

Национальный состав
Согласно результатам переписи 2002 года, в национальной структуре населения русские составляли 97 %.